# Raymond Cazeaux
Raymond Jerome Cazeaux (18 de febrer de 1882 - 1 de juny de 1957) va ser un futbolista anglès que va jugar de davanter a l'Athletic Club i al Bromley FC.
Va ser un dels futbolistes més importants en els inicis amateurs de l'Athletic Club, marcant un gol tant a la final de la Copa de la Coronació de 1902 com a la final de la Copa del Rei de 1903, els primers trofeus del club. Anteriorment es creia que Cazeaux era un francès anomenat Armand, un error que va persistir en el temps fins que una investigació publicada a El Correo el març de 2023 va descobrir la veritat de la seva identitat.

## Primers anys de vida
Raymond Cazeaux va néixer a Stoke Newington com a fill de Margaret Sturgeon i Louis Joseph Edouard Cazeaux, un comerciant nascut a França, també d'ascendència espanyola, que havia viscut a Anglaterra des de finals de la dècada de 1860. De jove, va passar un temps a Bilbao, visitant un germà gran que havia estat destinat a una empresa d'enginyeria local i finalment es va establir a la zona.

## Carrera com a jugador
Durant la seva estada a Bilbao, Cazeaux es va unir al recentment creat Bizcaya –una combinació de jugadors de l'Athletic Club i el Bilbao FC– el 1902, que va evolucionar fins a convertir-se en l'actual Athletic Club poc després.
Juntament amb Juan Astorquia, Alejandro de la Sota i Walter Evans, va formar part dels equips que van guanyar la Copa de la Coronació de 1902 (com a Bizcaya) i la Copa del Rei de 1903, contribuint amb el gol decisiu d'una victòria per 2-1 sobre el FC Barcelona a la final de 1902, i marcant de nou en una remuntada per 3-2 sobre el Madrid FC a la final de 1903. També va ser un dels jugadors inscrits per a la Copa del Rei de 1904, en què l'Athletic va ser declarat guanyador sense jugar cap partit després que els seus rivals no es presentessin en una disputa sobre la inscripció.
Cazeaux finalment es va establir a la zona de Bromley, on va començar a jugar a futbol pel Bromley FC, organitzant partits amistosos entre ells i l'Athletic el 1913, any en què també va tornar a jugar amb el club basc com a jugador convidat. El seu germà petit, Victor, va jugar amb l'SC Germania Hamburg al campionat alemany de futbol de 1904.

## Vida posterior
Fora del futbol, Cazeaux va treballar principalment en la indústria comercial i va servir amb l' Artilleria Reial de Camp Britànica durant la Primera Guerra Mundial.

## Palmarès
- Copa de la Coronació: 1902
- Copa del Rei: 1903, 1904